# سواتیسی
سواتیسی (به لاتین: Suatisi) یک منطقهٔ مسکونی در گرجستان است که در شهرداری کازبگی واقع شده‌است. سواتیسی ۰ نفر جمعیت دارد و ۲٬۳۲۰ متر بالاتر از سطح دریا واقع شده‌است.